# Juvénal Uwilingiyimana
Juvénal Uwilingiyimana (1951 – 2005) est un homme politique rwandais,  ministre du Commerce et de la Consommation en 1989.

## Biographie
Il a été inculpé le 10 juin 2005 de génocide, dans le cadre du génocide au Rwanda, par le TPIR.
Il a disparu de son domicile d'Anderlecht, dans l'agglomération bruxelloise le 21 novembre 2005. Son corps en décomposition est trouvé dans un canal de Bruxelles le 17 décembre puis identifié au bout de cinq jours de recherches par la police belge.

## Citation
« Vos enquêteurs m'ont prévenu que je serai lynché et écrasé, que mon cadavre sera piétiné dans la rue et que les chiens pisseront dessus. Qu'importe. Je préfère que les chiens pissent sur mon cadavre plutôt que de signer ce que vos policiers veulent me faire signer ». (Dans une lettre signée quinze jours avant sa disparition, mettant ainsi un terme à toute collaboration avec les enquêteurs du TPIR)